# Pinípedes
Os pinípedes (latim científico: Pinnipedia) constituem uma superfamília de mamíferos aquáticos, que inclui focas (família Phocidae), os leões-marinhos e lobos-marinhos (família Otariidae) e as morsas (família Odobenidae). A palavra “Pinípede” deriva do latim pinna e pedis, que significam “pé em forma de pena”, referindo-se aos membros desses animais, que apresentam extensas membranas interdigitais.
Esses animais têm o corpo fusiforme e alongado. O maior membro do grupo é o elefante-marinho, que pode atingir quatro metros e duas toneladas. A foca-das-galápagos é a menor, com 30 kg de peso e cerca de 1,2 m de comprimento. Com exceção da espécie Pusa sibirica, que habita no Lago Baikal, na Sibéria, todos os outros pinípedes vivem junto dos oceanos, onde se alimentam de cefalópodes e peixes.
O estilo de vida dos pinípedes, que transita entre o ambiente aquático e terrestre, exigiu diversas adaptações anatômicas e fisiológicas ao longo do processo evolutivo, sendo possível citar a locomoção aquática, fisiologia do mergulho, fisiologia sensorial, termorregulação, e fisiologia da lactação.

## Taxonomia
Apesar dos pinípedes serem um grupo bastante conhecido, pouco se sabe sobre sua taxonomia. Essa dificuldade de estudo está relacionada ao fato de haver um limite de amostras para estudo, uma vez que esses animais estão frequentemente sob proteção para conservação, além de fatores como a distribuição dos indivíduos.

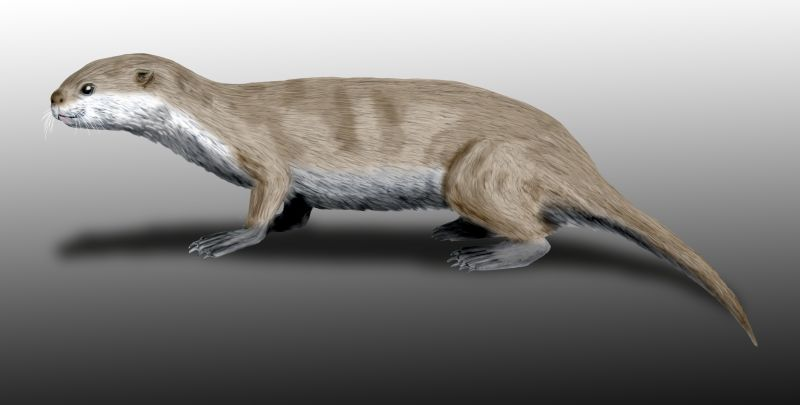
Puijila darwini, antepassado dos modernos Pinípedes

Os fósseis mais antigos de pinípedes datam de aproximadamente 30,6 - 23 milhões de anos atrás (Ma) no Pacífico Norte. Assim como os Cetáceos e Sirênios supostamente evoluíram de animais terrestres, assim também se supõe tenha ocorrido com os Pinípedes. Esse grupo é sustentado como monofilético, dentro da ordem Carnívora não apenas por seus hábitos alimentares, mas por descenderem de animais desta ordem, como ursos e lontras.
São listadas 36 espécies e 18 subespécies de pinípedes existentes, estando compreendidas em três famílias: Otariidae (leões marinhos), Odobenidae (morsas) e Phocidae (focas). As famílias Odobenidae e Otariidae descendem de animais semelhantes ao urso, já os membros da família Phocidae, as focas verdadeiras, descendem de animais semelhantes a mustelídeos como a lontra.

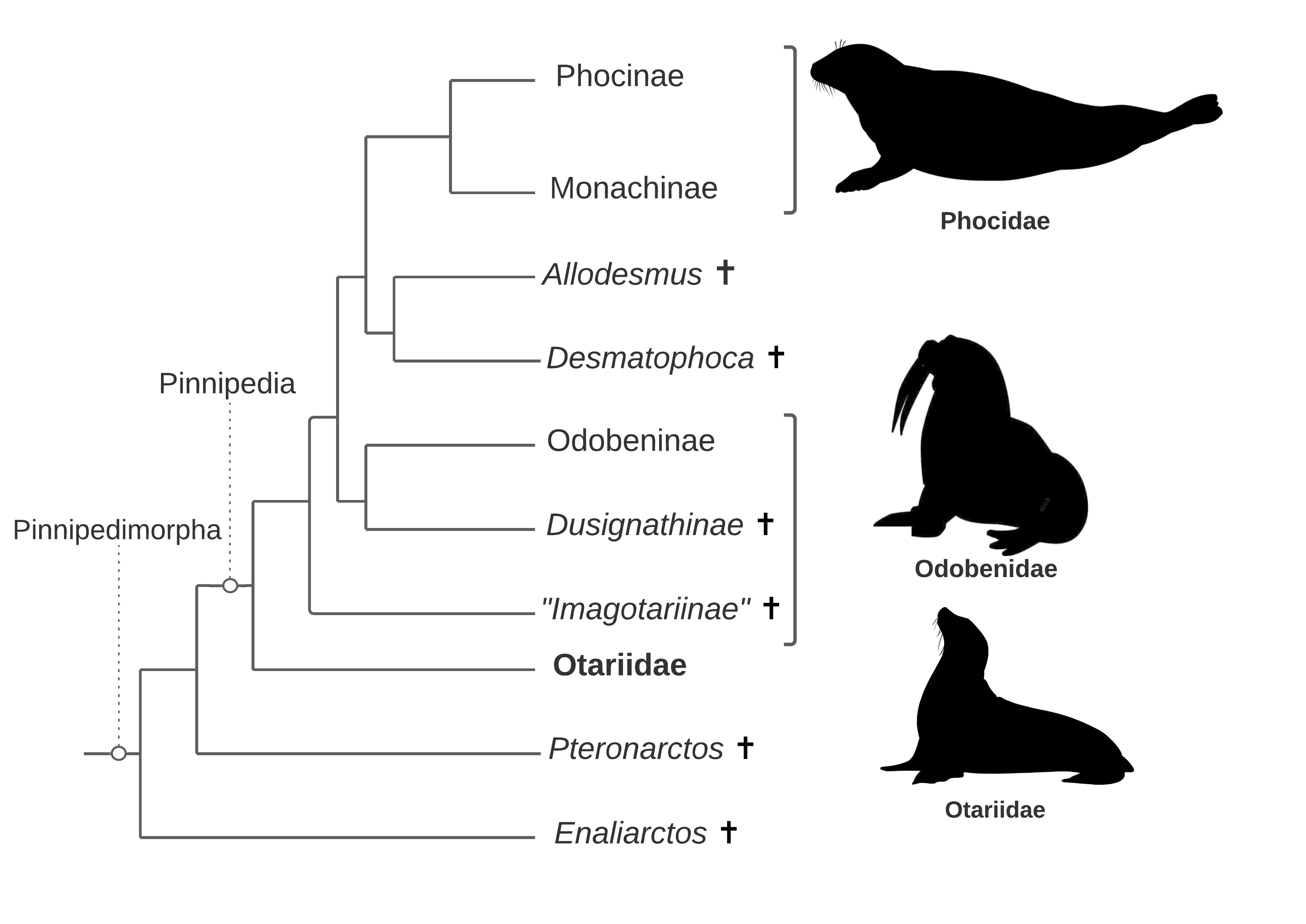
Cladograma que descreve as relações dos principais clados de pinípedes.

Phocidae consiste nas focas verdadeiras. É o grupo de pinípedes com maior diversidade morfológica, apresentando 19 espécies existentes, possuindo duas subfamílias (Monachinae e Phocinae), suportadas por dados morfológicos e moleculares. Os focídeos, quando comparados com os otarídeos, habitam latitudes mais altas, passam mais tempo na água, possuem diferentes padrões de locomoção e morfologias cranianas mais diversas, e também diferentes estratégias alimentares e reprodutivas.

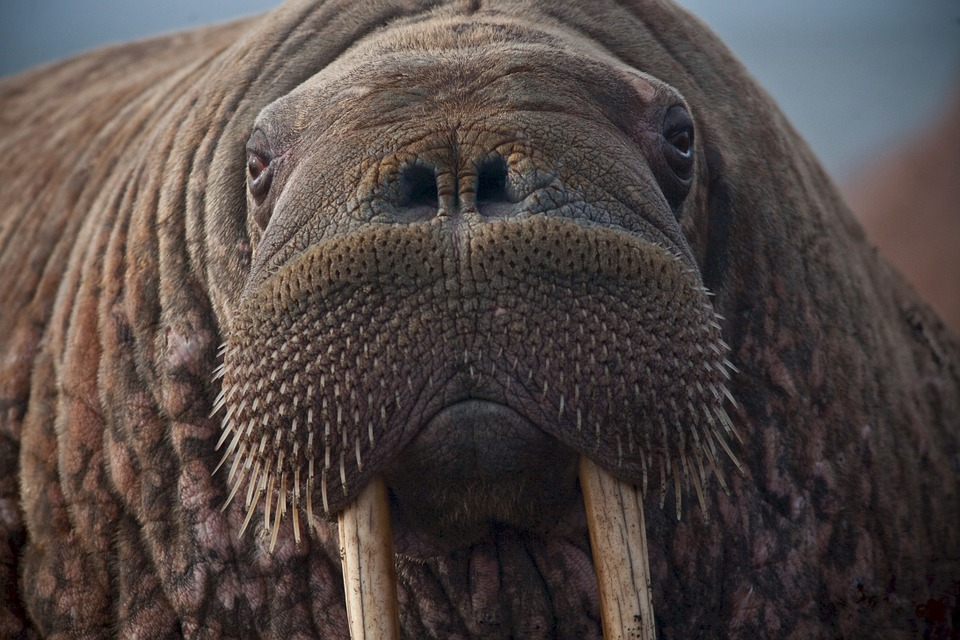
Morsa (Odobenus rosmarus), única espécie vivente da família Odobenidae. Observa-se os caninos que evoluíram em presas

Otariidae é representada pelos leões marinhos. É a segunda família mais diversa, representada por cerca de 15 espécies distribuídas em águas temperadas frias do Pacífico Norte e do Hemisfério sul. O monofiletismo do grupo é sustentado por análises filogenéticas e a datação por divergência molecular sugere que eles se divergiram de Odobenidae há aproximadamente 19 Ma. Porém, as relações dentro da família ainda são discutidas: estudos baseados na morfologia têm apoiado a presença de duas subfamílias: Arctocephalinae (focas) e Otariinae (leões marinhos). Os Otarídeos são mamíferos marinhos do Pacífico Norte, mas que alcançam sua maior diversidade no Hemisfério Sul.
Odobenidae é composta por somente uma espécie vivente: Odobenus rosmarus. É uma morsa cujos caninos evoluíram em presas, e que se alimenta de moluscos e habita águas rasas, sendo a espécie sexualmente dimórfica e polígina, confinada ao Círculo Polar Ártico. O monofiletismo desse táxon é fortemente apoiado, embora haja controvérsias sobre se as morsas estão mais relacionadas a Otariidae ou Phocidae.

## Anatomia e Fisiologia
Os pinípedes apresentam corpo grande e fusiforme e geralmente possuem diversas camadas espessas de gordura sob a pele, características que promovem uma diminuição da relação entre área de superfície/volume e maior isolamento térmico, auxiliando na conservação de calor. Eles apresentam grande diversidade de tamanhos, desde pouco mais de um metro a quase 5 metros, e seu peso pode variar de 45 a 3200 kg. A cabeça é redonda e sustentada pelo pescoço, podendo ser movida independentemente do resto do corpo. Eles possuem cérebros grandes e sentidos bem desenvolvidos. Os dois conjuntos de membros dos pinípedes são modificados em nadadeiras, sendo uma característica marcante do grupo. Os seus membros posteriores são deslocados para a parte posterior do corpo e se sobrepõem à cauda, que é atarracada e vestigial. Nos focídeos, os membros posteriores servem para nadar e, em terra, auxiliam os animais no arraste do corpo. Já os Otariidae possuem membros posteriores que podem agir como “pernas” em ambientes terrestres.
Os Otariidae possuem um casaco de pele grossa, enquanto que Phocidae e Odobenidae perderam boa parte de seus pelos e são caracterizados por espessas camadas de gordura sob a pele.
Há padrões de coloração na pelagem dos pinípedes, especialmente em focídeos, como contrastes escuros e claros. A coloração uniforme branca é observada em alguns filhotes de focas e permite a camuflagem no ambiente ártico.
Eles também apresentam outras especializações para o ambiente aquático que inclui sua forma hidrodinâmica, orelhas externas reduzidas, cauda pequena e órgãos genitais e glândulas mamárias retraídas sob a pele.

### Locomoção
A locomoção nos pinípedes permite que estes animais procurem comida, evitem predadores, interajam com seus co-específicos e respondam às mudanças sazonais no ambiente. Muitas vezes essa locomoção pode ter um alto custo energético, sendo importante seu bom proveito para sua sobrevivência.
O corpo fusiforme é uma convergência evolutiva de mamíferos marinhos em resposta à maior densidade e viscosidade da água em comparação ao ar. Essas propriedades da água são responsáveis pelo arrasto, uma força física que faz resistência ao movimento de um corpo através de um fluido. Assim, quando um animal está nadando a uma velocidade constante, o arrasto deve ser combatido com uma força equivalente, que é o impulso. Nadadeiras hidrodinâmicas foram selecionadas evolutivamente pois permitem superar o arrasto e gerar impulso, funcionando também como superfícies de controle e que fornecem capacidade de manobra e estabilidade.
Essas mudanças morfológicas estão associadas a uma progressão do modo de natação dos mamíferos marinhos, sendo que o modo dos pinípedes é conhecido como oscilação pélvica, no caso de focas e morsas, e oscilação peitoral, ao caso de leões marinhos. A evolução desses modos de natação foi associada ao desempenho aprimorado partindo da propulsão baseada em arrasto, culminando na propulsão baseada em elevação, que aumenta a eficiência propulsiva, a potência e velocidade.

### Adaptações de mergulho
Os pinípedes tiveram que superar uma série de problemas associados à movimentação eficiente no meio aquático, sendo que certas adaptações reduziram sua capacidade locomotora em terra, como o formato do corpo fusiforme. Esse grupo também possui adaptações fisiológicas para apneia, aumento do armazenamento de oxigênio, bradicardia, hipoperfusão, hipometabolismo e controle neuronal e hormonal da função cardíaca e do baço.
Para lidar com a pressão, os seus pulmões possuem vias aéreas reforçadas com anéis cartilaginosos e/ou camadas de músculo liso, com alvéolos que esvaziam completamente em mergulhos profundos, evitando problemas associados ao colapso de pulmão. A compressão do ouvido médio é resolvida através de estruturas especializadas que se enchem de sangue conforme o animal mergulha e, assim, impedem o preenchimento por ar.
O mergulho também vem acompanhado de uma redução no metabolismo aeróbio (hipometabolismo), diminuindo sua dependência por oxigênio. Os pinípedes possuem uma maior concentração de enzimas glicolíticas, como a lactato desidrogenase, para tolerar uma maior quantidade de ácido lático. Essa maior tolerância pode estar associada a adaptações à hipóxia. Por exemplo, os corações das focas suportam reduções no fluxo sanguíneo, o que poderia, em humanos, causar infarto.

### Sentidos

#### Visão

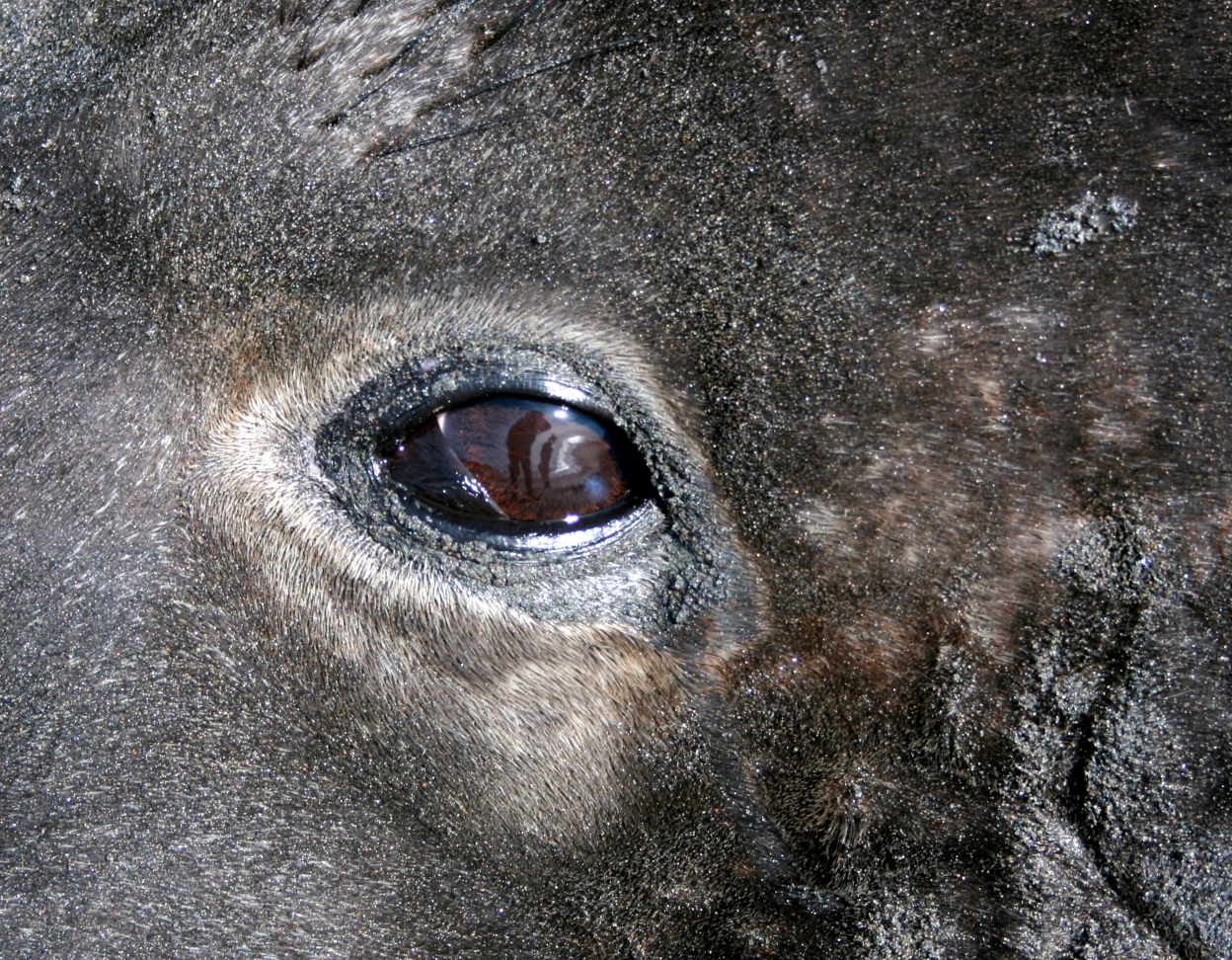
Reflexão no olho de um elefante-marinho

A visão nos pinípedes apresenta um papel significativo em diversas funções biológicas, como a caça, a orientação e a comunicação. O sistema visual desses animais apresenta adaptações tanto para o habitat terrestre como para o aquático, bem como para diferentes condições de luminosidade. A íris é bastante muscular e vascularizada e o músculo dilatador também é bastante desenvolvido, possibilitando uma grande variedade na contração pupilar. A drástica alteração do tamanho da pupila é uma das adaptações encontradas nesses animais para manterem níveis apropriados de estimulação dos fotorreceptores durante mudanças de ambiente. Sua córnea apresenta uma região achatada, que possui índice de refração aproximadamente igual tanto na água como no ar, possibilitando que o animal enxergue em ambos os habitats. A retina desses animais apresenta grande densidade de bastonetes, enquanto cones constituem cerca de 1% dos fotorreceptores, uma possível evidência de que pinípedes se guiam pela silhueta de suas presas durante a caça.
Outra adaptação encontrada nos pinípedes à visão subaquática em condições de baixa luminosidade é a presença de uma estrutura denominada tapetum, uma camada reflexiva altamente desenvolvida, que atua refletindo a luz que entra nos olhos, melhorando a visão nesses ambientes.

#### Tato -Vibrissas
As vibrissas, prolongamentos de pelos queratinosos e rígidos encontrados em diversos mamíferos, são os principais receptores táteis encontrados nos pinípedes. Essas estruturas são cerca de dez vezes mais inervadas em comparação a dos mamíferos terrestres, o que permite maior eficácia na detecção de vibração na água. Os pinípedes normalmente utilizam as vibrissas durante forrageamento, de maneira que o tato, especialmente em ambientes de pouca luminosidade, se torna essencial para obtenção de informações do ambiente e captura de suas presas.
Diferentemente dos mamíferos terrestres, os pinípedes possuem vibrissas apenas na face, incluindo vibrissas supraorbitais acima de cada olho e, na maioria dos Phocidae, suas vibrissas rinais situadas verticalmente na parte de trás do focinho. Os pinípedes não movimentam suas vibrissas enquanto exploram um objeto, mas as projetam para frente e as mantêm nessa posição. Como, para a percepção tátil, é necessário um movimento relativo entre o receptor e o objeto, os pinípedes movimentam sua cabeça enquanto as vibrissas estão em contato com o objeto.

#### Audição
O sistema auditivo dos pinípedes é adaptado para ouvir tanto no ambiente terrestre como aquático, sendo que a percepção de sons subaquáticos nesses animais é considerada tão boa ou melhor do que a percepção de estímulos sonoros aéreos.

### Termorregulação
Pinípedes estão expostos a grandes variações de temperatura, sendo capazes de tolerar temperaturas frígidas em grandes profundidades no oceano, bem como grandes quantidades de irradiação térmica no ambiente terrestre ao deixarem o ambiente aquático temporariamente.
Algumas adaptações auxiliam os pinípedes a gerar e reter calor, colaborando no enfrentamento ao frio e na termorregulação quando submersos na água, como a presença de grossas camadas de gordura e pelagem densa, que permitem maior isolamento da pele com o ambiente, bem como maiores tamanhos corporais, sistema de troca de calor por contracorrente a partir do sistema circulatório, e até mesmo maiores taxas metabólicas.
No entanto, algumas dessas características dificultam a manutenção da temperatura corporal dos pinípedes quando em terra, especialmente durante climas quentes, visto que mamíferos aquáticos podem sofrer superaquecimento quando expostos a radiação solar direta. A camada de gordura presente nesses animais, embora essencial para manutenção da temperatura no oceano por possuir uma baixa condutividade, também impede a transferência de calor em solo, sendo um dos fatores que exige que haja adaptações para dissipação de calor. A perda de calor por evaporação (suor) é uma tática efetiva em mamíferos, acreditando-se que, comumente, os otarídeos possuem glândulas sudoríparas bem desenvolvidas na pele, embora os focídeos possuam essas glândulas pouco desenvolvidas. A distribuição de pelos também é importante para entender a dissipação de calor pelos pinípedes.

## Comportamento Reprodutivo

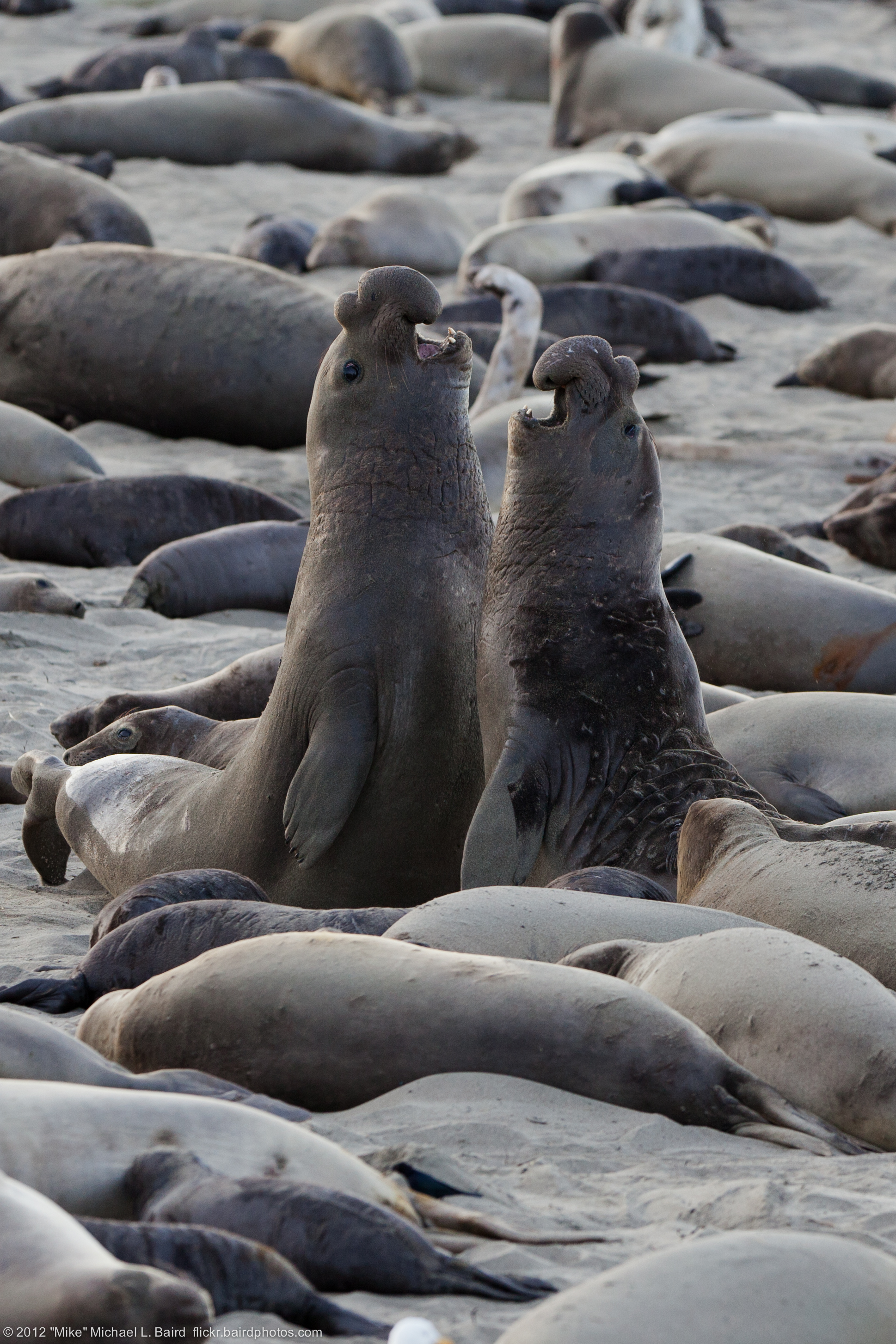
Elefantes-Marinhos-do-Norte machos lutando por dominância e fêmeas

A ordem dos pinípedes é o único grupo de mamíferos que apresenta uma combinação de alimentação marinha e reprodução majoritariamente terrestre, sendo que, na maioria das espécies, os processos de parto e acasalamento são sazonais e altamente sincronizados.
O grupo possui ampla diversidade em seu comportamento reprodutivo, podendo variar seu local de cópula, que pode ocorrer tanto em terra como no gelo, e se observa muitas espécies de comportamento poligínico, no qual os machos são acompanhados de várias fêmeas. Também ocorre dimorfismo sexual, em que o macho é geralmente maior que as fêmeas, além de possuir caracteres específicos como probóscide alongada, caninos maiores e pele espessa no pescoço. O extremo comportamento poligínico é característico da maioria das espécies que acasalam em terra, que se dispõem de forma gregária em colônias moderadas/grandes, sendo que a poliginia pode ocorrer de duas formas a partir do macho: defesa da fêmea/harém ou defesa de recursos (como territórios). Além disso, esse comportamento resulta no agrupamento das fêmeas por conta do seu ciclo anual síncrono de nascimentos. Existem também espécies monogâmicas, ou que praticam monogamia em série, e nesses casos o tamanho dos machos e fêmeas é quase igual.
A maioria das espécies possuem um pico de disponibilidade de fêmeas receptivas que dura cerca de 1 mês. O agrupamento espacial também ocorre também por outros fatores, como a distribuição dos criadouros, o assédio dos machos, a predação e pressão termorregulatória.

## Nascimento e Cuidado Parental

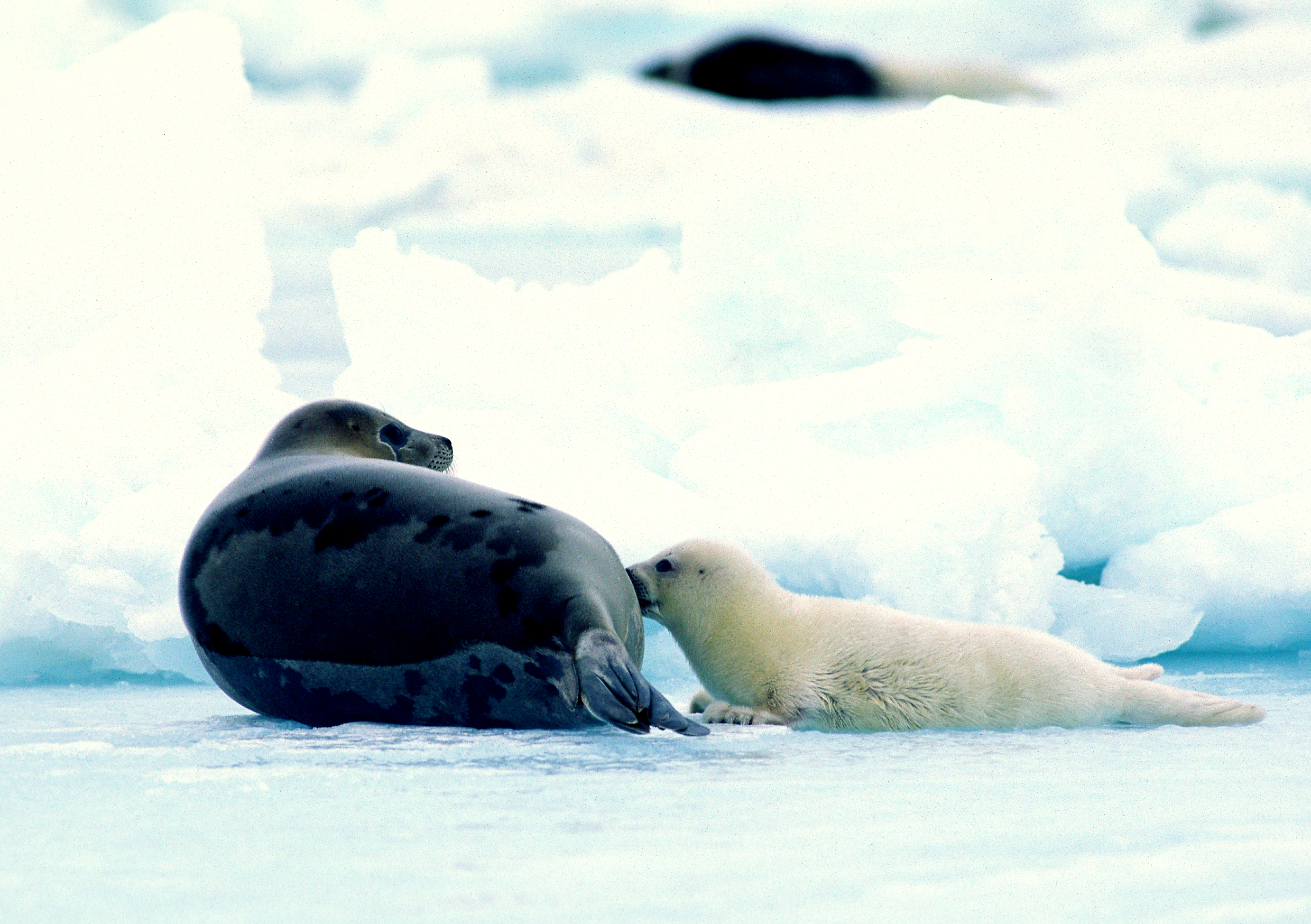
Foca Harpa cuidando de um filhote

A gestação dos pinípedes costuma variar de 10 a 12 meses, podendo durar até 16 meses. Esses animais possuem implantação tardia do embrião no útero, atrasando o nascimento da prole, o que permite que a fêmea se desloque até a terra ou gelo, onde as condições para o parto são mais favoráveis.As fêmeas de Phocidae acumulam reservas de energia e nutrientes no período de forrageamento anterior ao parto. A lactação costuma ser breve em comparação às outras famílias, durando entre 4 a 50 dias, período caracterizado por jejum materno, rápido ganho de peso do filhote e desmame abrupto quando a mãe sai para se alimentar no mar. As fêmeas de Otariidae alternam entre períodos de cuidado materno e amamentação, em terra, e viagens de forrageamento, no mar. Os Phocidae podem separar temporalmente o forrageamento e a lactação, enquanto que, para os Otariidae, é necessário que as fêmeas possuam acesso a recursos alimentares durante o período de parto e lactação. Apesar disso, a capacidade de repor as reservas energéticas materna durante a lactação permite que o período de cuidado maternal dure até um ano, durante o qual os filhotes de Otariidae crescem e se desenvolvem lentamente. As morsas, da família Odobenidae, possuem uma estratégia que desvia das demais famílias; o filhote acompanha a mãe, que amamenta-o no mar, após deixar o local de nascimento.
Normalmente, não há cuidado paterno nas espécies de pinípedes, sendo comum que o papel dos machos seja negativo para a prole, podendo pisotear, raptar e violar os filhotes.

## Comunicação

#### Comunicação Não Vocal
A comunicação não vocal é incomum nos pinípedes. Apesar disso, quando perturbados ou ameaçados, podem bater a nadadeiras dianteiras, produzindo um som alto o suficiente para alertar intrusos. O bater dos dentes é a comunicação não vocal mais usual entre esses animais, produzindo sinais acústicos e visuais como uma forma de advertência.

#### Comunicação Vocal

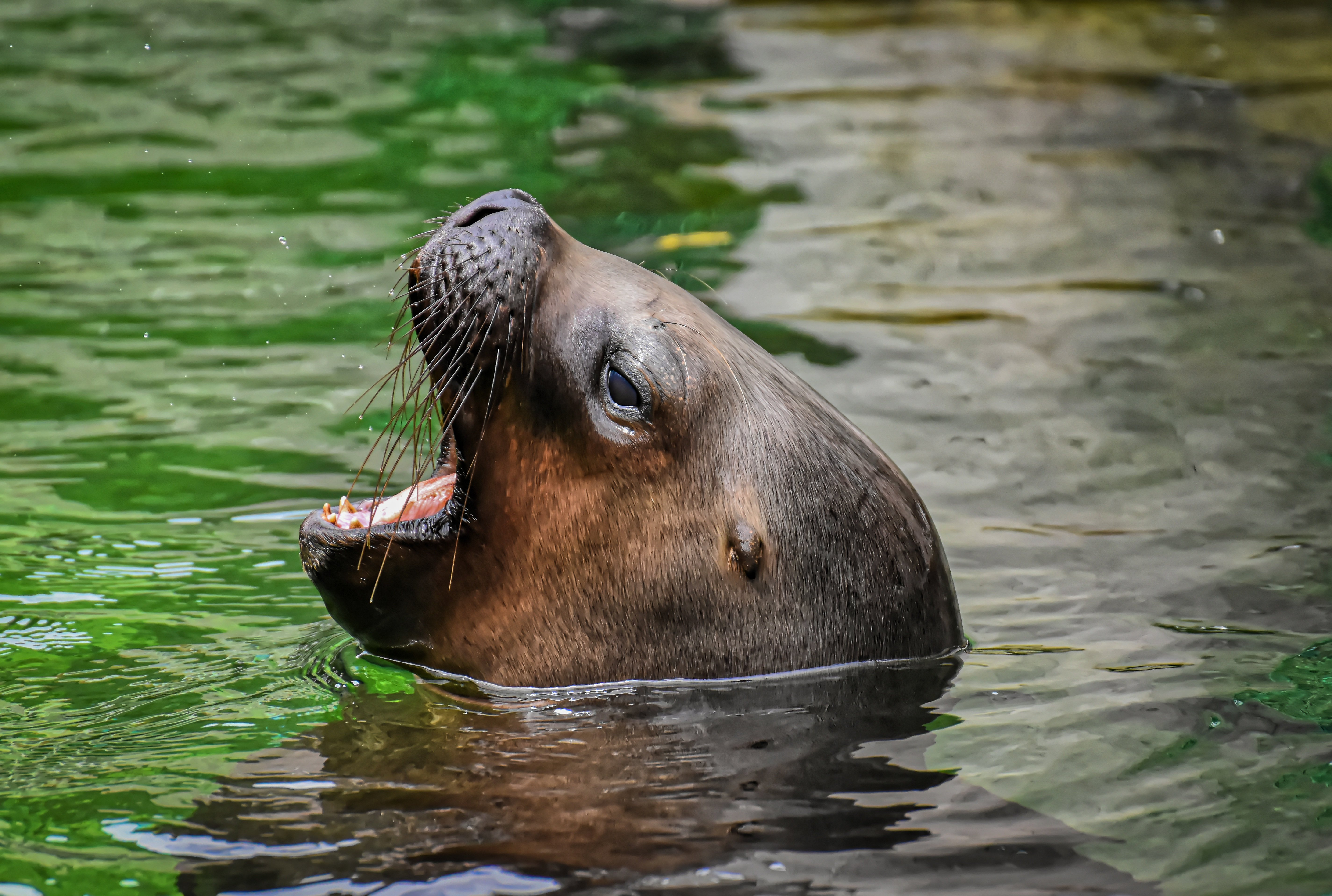
Vocalização de um pinípede

Os pinípedes produzem uma série de vocalizações, tanto no ambiente terrestre como no aquático. Os sons variam entre latidos, grunhidos, rosnados, rangidos, gorjeios, chiados e assobios. A maioria dos sons produzidos por esses animais está dentro da faixa de audição humana, porém, algumas espécies também são capazes de frequências ultrassônicas, como a foca-leopardo, ou mesmo infrassônicas no caso de elefantes marinhos. A família Phocidae costuma a vocalizar mais no ambiente aquático, enquanto os indivíduos de Otariidae produzem mais sons no meio terrestre.
Na época reprodutiva dos pinípedes, a vocalização assume importantes papéis na competição entre machos ou na atração de parceiros sexuais. No ambiente terrestre, é comum a formação de agregados femininos, sendo que os machos competem entre si por determinados grupos de fêmeas. Já no ambiente aquático, as fêmeas se encontram dispersas, e os machos vocalizam com o intuito de atrair parceiras sexuais.

## Distribuição e Habitat

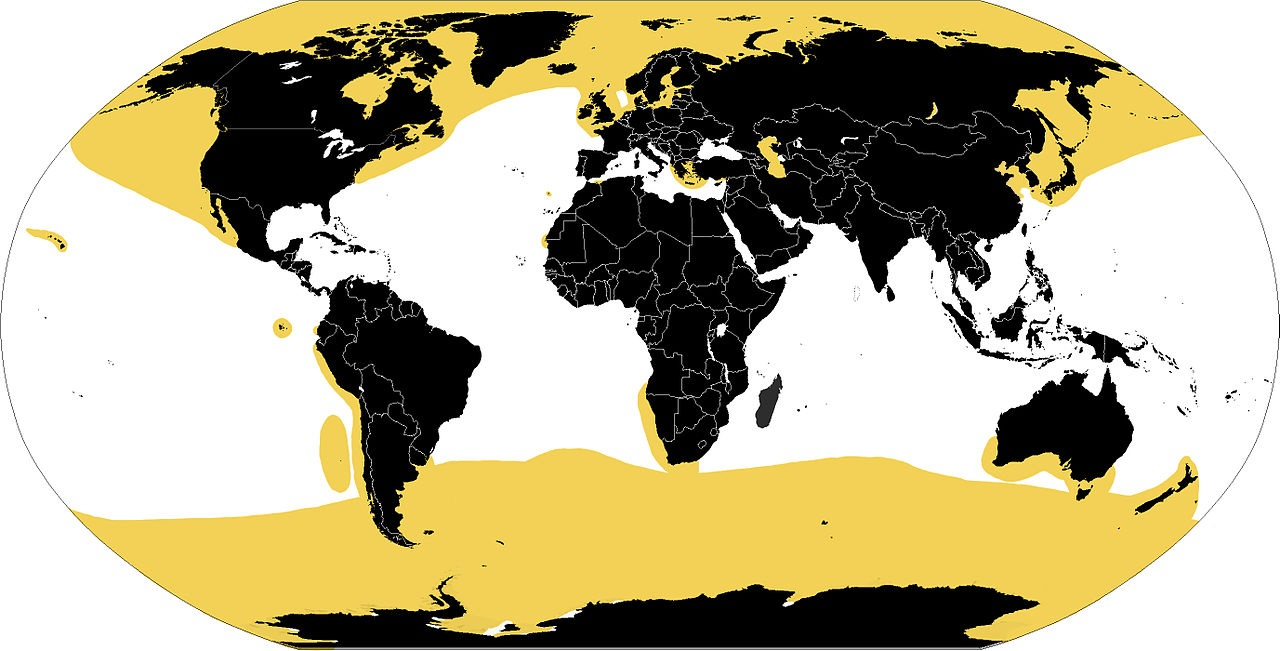
Mapa da distribuição dos pinípedes

As espécies de pinípedes têm uma distribuição restrita e geralmente irregular na maioria dos ambientes aquáticos: estuários e plataformas continentais, mares tropicais, oceano profundo, Ártico, Oceano Antártico e lagos de água doce. Normalmente ocorrem em ambientes de água fria e com alta produtividade marinha. As áreas de ressurgência (incluindo aquelas associadas às bordas de gelo marinho e inclinações da plataforma costeira) e as áreas frontais do oceano são regiões para forrageamento para muitas espécies de pinípedes.
Em geral, a distribuição desses animais se restringe a locais com um substrato sólido, como terra ou gelo, pois está associada à reprodução e alimentação. Outros fatores restringem a distribuição desses animais, como características físicas do ambiente (i.e. cobertura de gelo) e biológicas (i.e. abundância de predadores) do habitat, fatores demográficos e ações humanas.

## Alimentação e predação

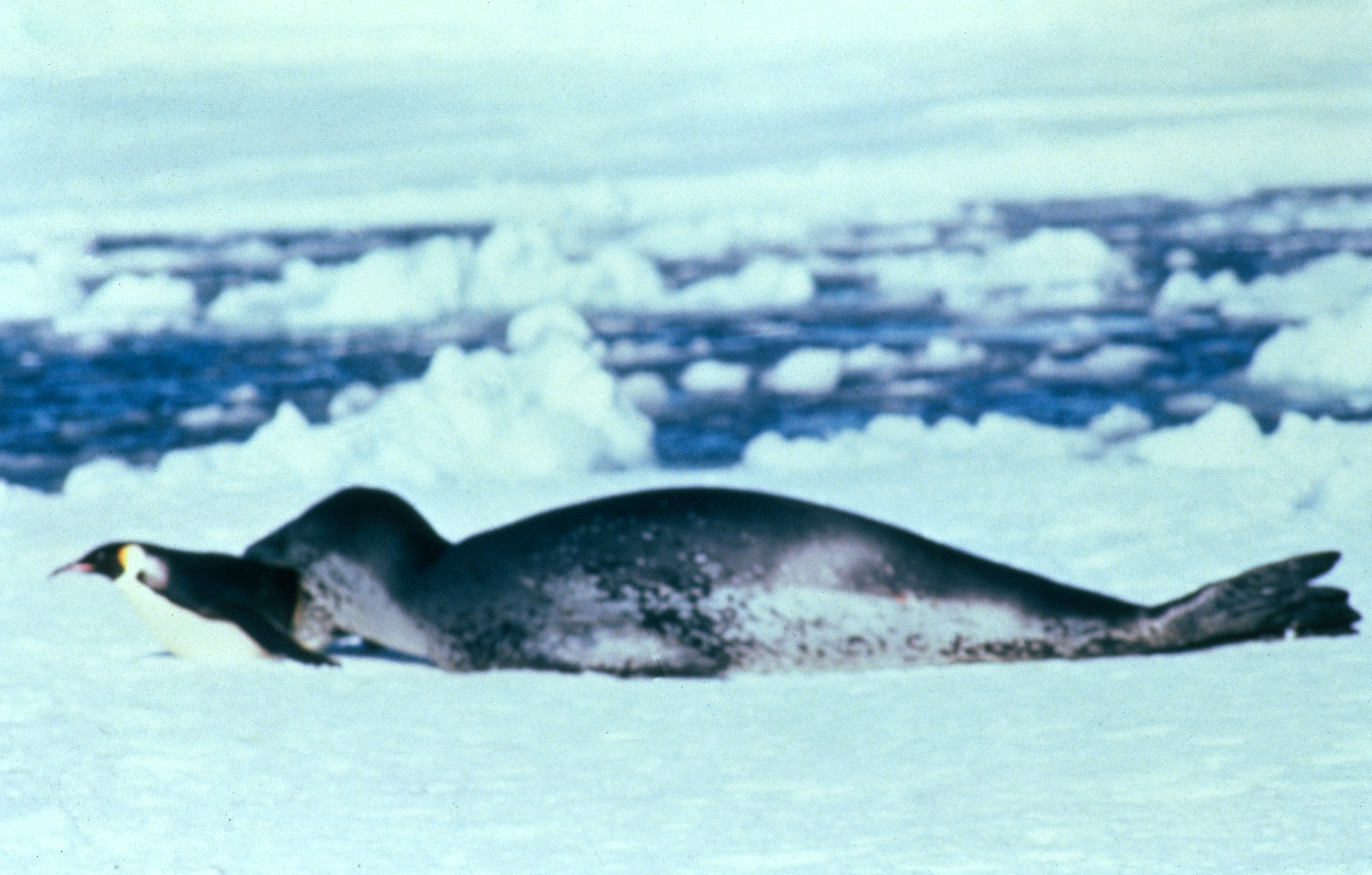
Foca-leopardo capturando pinguim-imperador

Os pinípedes são carnívoros, sendo a maioria generalistas, alimentando-se predominantemente de peixes e lulas. As focas-leopardo possuem caninos bem desenvolvidos para atacar pássaros e outros pinípedes. As morsas, por sua vez, são especialistas e se alimentam quase exclusivamente de amêijoas usando uma estratégia de alimentação por sucção, na qual a língua muscular atua como um pistão, criando baixa pressão na cavidade bucal.
Diversas espécies de pinípedes são reconhecidas como predadoras de outros pinípedes e, em alguns locais, são responsáveis por uma parcela significativa da mortalidade anual incorrida pelas populações regionais. árias espécies de leões-marinhos são notórias por se alimentarem de pinípedes. Dois tipos de predação de pinípedes ocorrem, um no nível intraespecífico (canibalismo) e outro no nível interespecífico.

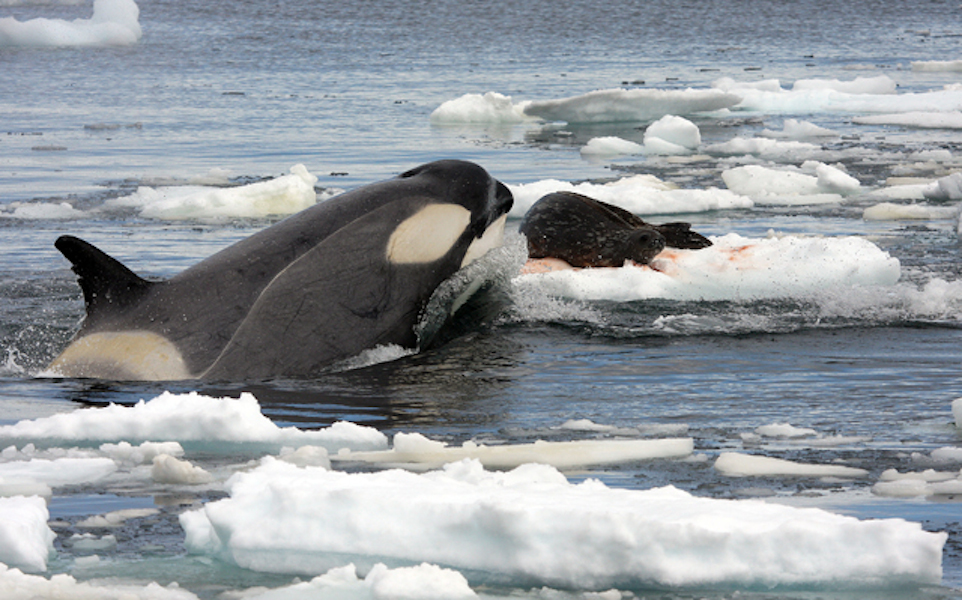
Orca caçando uma Foca-de-weddell

De todos os grupos de mamíferos marinhos, os pinípedes estão sujeitos a um maior nível de predação. Enquanto algumas espécies experimentam pouca ou nenhuma pressão de predação, outras são tão intensamente caçadas que mesmo estratégias de reprodução evoluíram em resposta a tal. Os predadores terrestres de pinípedes são particularmente abundantes nas regiões subpolares e polares do Hemisfério Norte, como ursos-polares e raposas do Ártico.
Ao comparar os pinípedes de diferentes hemisférios, táticas claramente divergentes para evitar predadores são aparentes. Os pinípedes árticos escapam de predadores terrestres fugindo para a água, enquanto os pinípedes antárticos escapam de predadores aquáticos recuando para o gelo.

## Ameaças e Conservação

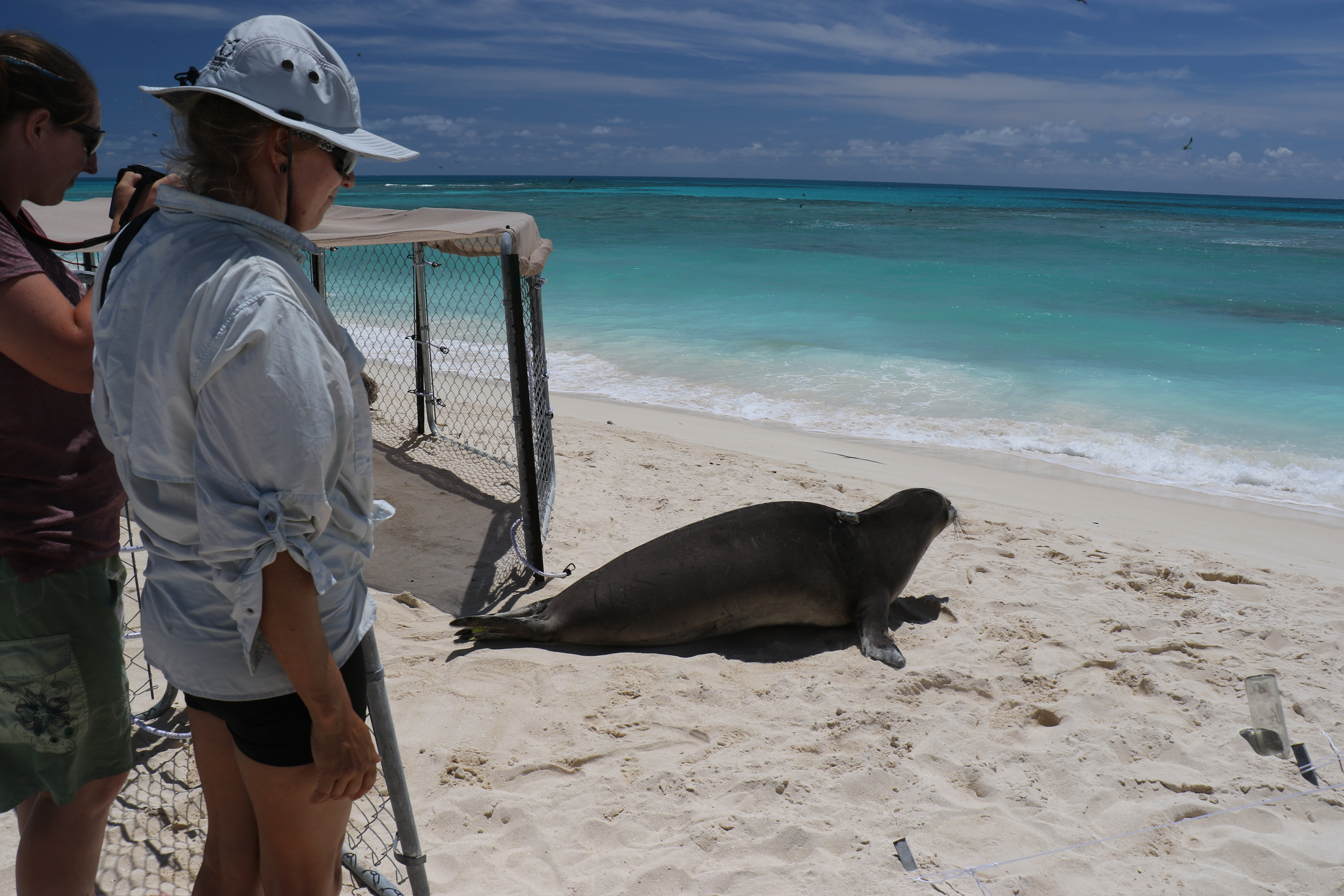
Foca-monge sendo reabilitada de volta à natureza

O empenho na conservação de mamíferos marinhos começou a partir do reconhecimento de que diversas espécies haviam sido quase extintas pela caça. Para tanto, esforços internacionais ocorreram por parte de organizações intergovernamentais, bem como ONGs, a partir de tratados e convenções.
Os pinípedes se encontram em alto risco de extinção, sendo que uma a cada três espécies está ameaçada, enquanto para mamíferos no geral o risco é de uma a cada cinco espécies. Os principais impactos incluem interações pesqueiras, alguns tipos de poluição - como contaminantes químicos, lixo marinho, poluição sonora e mudanças climáticas, além também da caça desses animais. Algumas espécies de pinípedes encontram-se ameaçadas devido à caça ocasionada pela sua pele.
As mudanças climáticas serão, provavelmente, a maior ameaça aos pinípedes ao redor do mundo, visto que as mudanças previstas podem levar à extinção táxons ameaçados. Áreas tropicais irão expandir com o aquecimento global e, assim, áreas oceânicas adequadas para abrigar pinípedes irão reduzir, em especial de espécies do ártico associadas ao gelo, pela redução da extensão, duração sazonal e qualidade do gelo oceânico.
Medidas como estabelecimento de áreas protegidas e restrições na pesca auxiliaram no aumento populacional de algumas espécies. Ademais, uma característica na conservação de espécies raras para atingir benefícios no nível populacional é atuar em escalas menores (indivíduos).

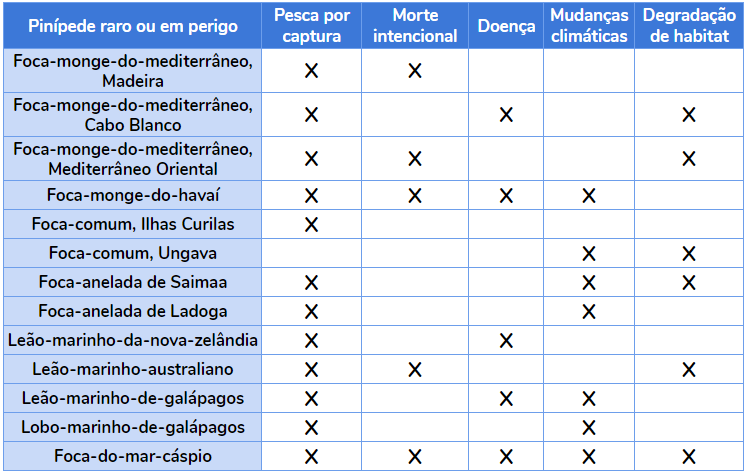
Lista parcial de ameaças suspeitas, antecipadas e conhecidas para pinípedes raros, adaptada da Lista Vermelha de Espécies ameaçadas da IUCN. Espaços vazios podem indicar não só ausência de ameaças, mas também a falta de informação. Informações retiradas de "Marine Mammal Commission - RAPCON".

## Classificação[36]
- Família Odobenidae (morsas):
  - Gênero Odobenus
    - Morsas, Odobenus rosmarus
      - Subespécies: Odobenus rosmarus divergens
      - Subespécies: Odobenus rosmarus laptevi
      - Subespécies: Odobenus rosmarus rosmarus

- Família Otariidae (otárias):
  - Subfamília Arctocephalinae:
    - Gênero Callorhinus
      - Lobo-marinho-do-norte ou urso-do-mar, Callorhinus ursinus

    - Gênero Arctocephalus - Lobos-marinhos (s.l.)
      - Lobo-marinho-antártico, Arctocephalus gazella
      - Lobo-marinho-de-guadalupe, Arctocephalus townsendi
      - Lobo-marinho-de-juan-fernandez, Arctocephalus philippii
      - Lobo-marinho-de-galápagos, Arctocephalus galapagoensis
      - Lobo-marinho-australiano, Arctocephalus pusillus
      - Lobo-marinho-da-nova-zelândia, Arctocephalus forsteri
      - Lobo-marinho-do-peito-branco, Arctocephalus tropicalis
      - Lobo-marinho-sul-americano, Arctocephalus australis

  - Subfamília Otariinae: - Leões-marinhos (s.l.)
    - Leão-marinho-de-steller, Eumetopias jubatus
    - Leão-marinho-da-califórnia, Zalophus californianus
    - Leão-marinho-japonês, Zalophus japonicus
    - Leão-marinho-das-Galápagos, Zalophus wollebaeki
    - Leão-marinho-da-Patagônia, Otaria flavescens
    - Leão-marinho-australiano, Neophoca cinerea
    - Leão-marinho-da-nova-zelândia, Phocarctos hookeri

- Família Phocidae (focas):
  - Gênero Monachus - Focas-monge
    - Foca-monge-do-havaí, Monachus schauinslandi
    - Foca-monge-do-mediterrâneo, Monachus monachus
    - Foca-monge-do-caribe, Monachus tropicalis (extinta em torno de 1950)

  - Gênero Mirounga - Elefantes-marinhos
    - Elefante-marinho-do-norte, Mirounga angustirostris
    - Elefante-marinho-do-sul, Mirounga leonina

  - Gênero Phoca (focas s.s.)
    - Foca-comum, Phoca vitulina
    - Phoca largha
    - Foca-anelada Phoca hispida
    - Foca-do-Baikal, Phoca sibirica
    - Foca-do-mar-cáspio, Phoca caspica
    - Foca-da-groenlândia, Phoca groenlandica (ou Pagophilus groenlandicus)
    - Foca-de-bandas, Phoca fasciata

  - Foca-caranguejeira, Lobodon carcinophagus
  - Foca-de-wedell, Leptonychotes weddellii
  - Foca-leopardo, Hydrurga leptonyx
  - Foca-de-Ross, Ommatophoca rossi
  - Foca-barbuda, Erignathus barbatus
  - Foca-cinzenta, Halichoerus grypus
  - Foca-de-capuz, Cystophora cristata